# Kohlmarkt (Lübeck)

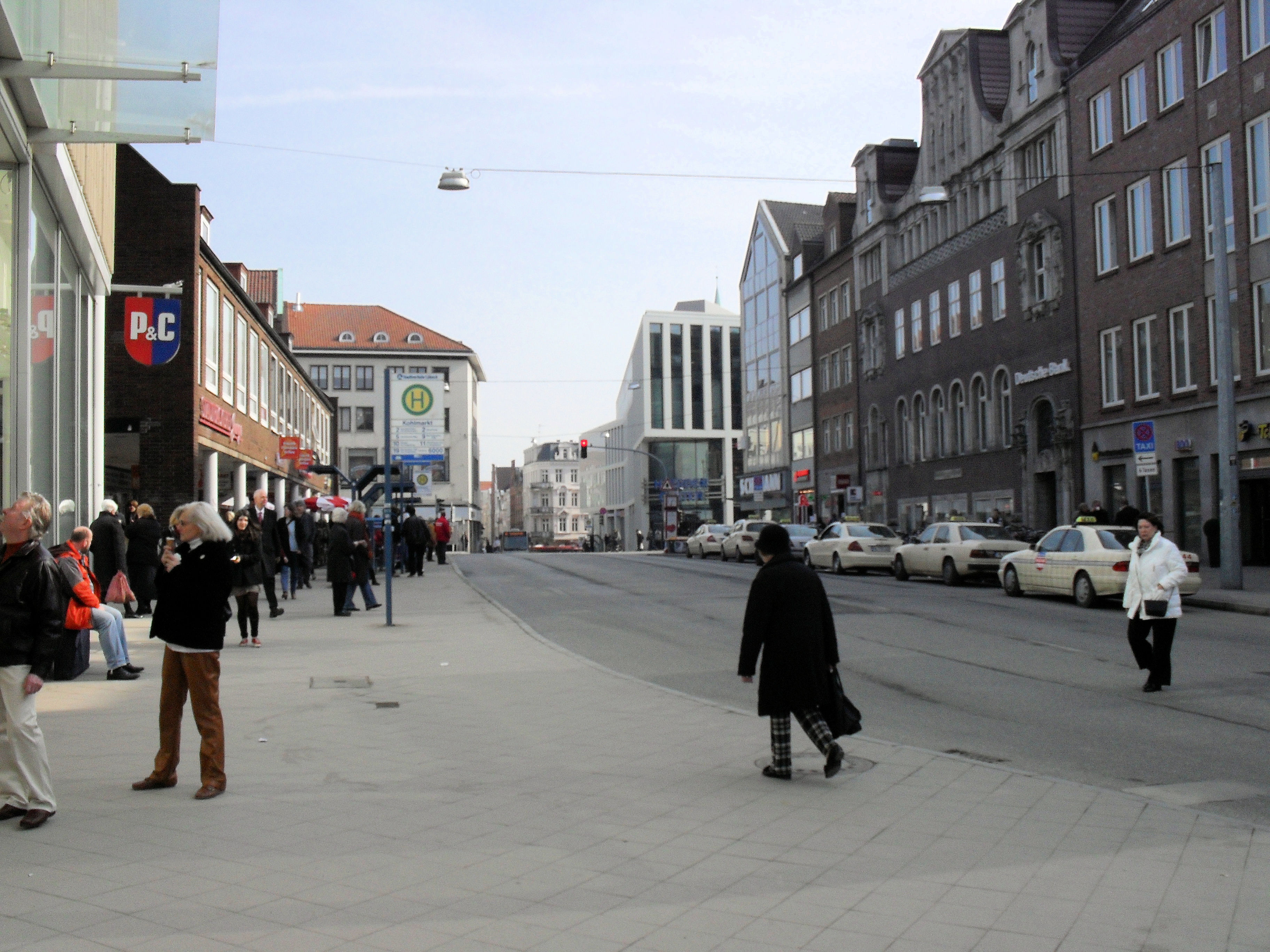
Der Kohlmarkt in Lübeck, Blick von der Holstenstraße

Holstenstraße, Ecke Kohlmarkt um 1906

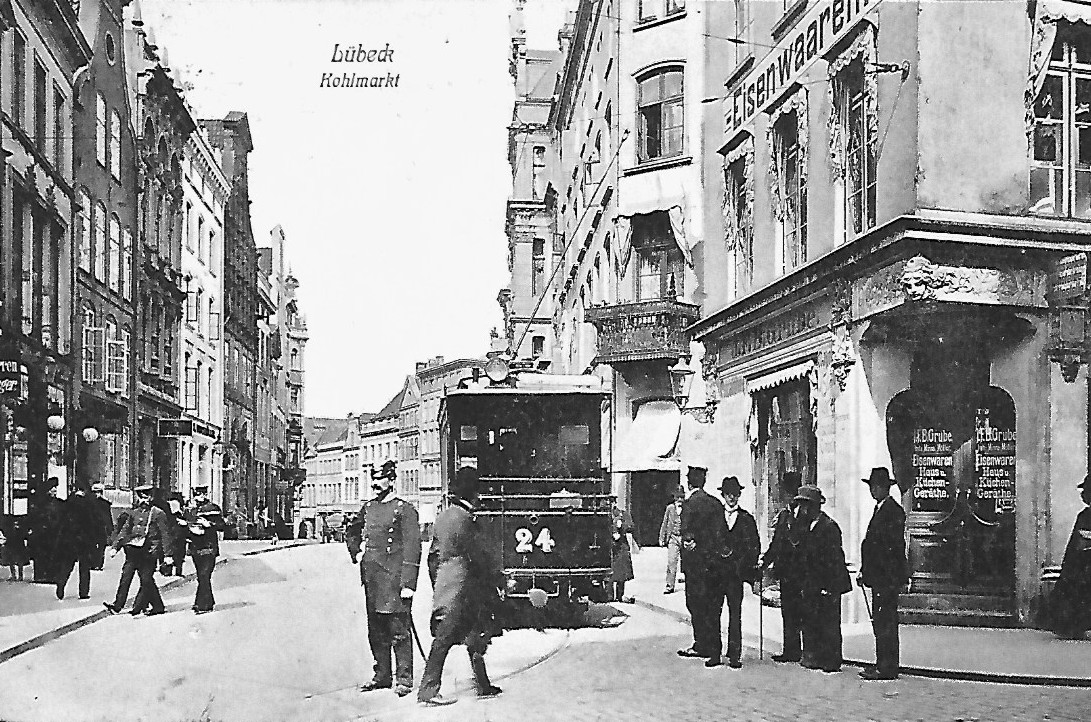
Ein Blick den Kohlmarkt hinab um 1908

Lage des Kohlmarkts (rot markiert)

Der Kohlmarkt ist eine Straße der Lübecker Altstadt.

## Lage
Der Kohlmarkt im Marien-Quartier verläuft unmittelbar südlich des Marktes in Ost-West-Richtung. Er beginnt am Zusammentreffen von Sandstraße, Wahmstraße und Breiter Straße, um nach etwa 100 Metern an der Kreuzung mit Schmiedestraße und Schüsselbuden zu enden und in die Holstenstraße überzugehen.

## Geschichte
Der heutige Name ist nicht etwa vom Kohl, sondern von Holzkohle abgeleitet, die im Mittelalter hier gehandelt wurde. 1291 wird die Straße, damals noch Teil des Marktes, erstmals als forum carbonum (Holzkohle-Platz) urkundlich erwähnt. Ursprünglich standen  nur an der Südseite Häuser, während sich an der Nordseite zum Markt gehörende Verkaufsbuden befanden. Die Bezeichnung Kolmarked ist im Jahr 1297 belegt, 1311 Kalenmarck, 1608 Kaelmarkt und 1629 Kahelmarkt. Der heutige Name wurde 1852 amtlich festgelegt.
Nur vorübergehend führte der westliche Teil der Straße um 1700 den Eigennamen Holstenmarkt.

## Bauwerke
Die Bebauung des Kohlmarkts wurde beim Luftangriff auf Lübeck am 29. März 1942 nahezu vollständig zerstört. Nur das Gebäude der Commerz-Bank in Lübeck (später Handelsbank in Lübeck, heute Deutsche Bank, Kohlmarkt 7–13), 1909/10 im Heimatschutzstil errichtet, konnte nach dem Krieg wieder instand gesetzt werden und prägt schon allein durch seine Größe das Straßenbild. Direkt im Anschluss daran nach Westen befand sich eines der wichtigsten Renaissance-Häuser der Stadt mit reichem Schmuck an Baukeramik aus der Werkstatt des Statius von Düren. Trotz weitgehend erhaltener Fassade wurde es nach 1942 nicht wiederaufgebaut. Die anderen Gebäude sind schlichte Bauten der Nachkriegszeit, insbesondere der 1954 errichtete sogenannte Südriegel, eine niedrige Zeile von Geschäftshäusern, die den Kohlmarkt vom Markt trennt. Beim Wiederaufbau nach dem Zweiten Weltkrieg wurde zudem die Straße erheblich verbreitert, so dass auch die heutige Raumwirkung keinen Eindruck mehr von der historisch gewachsenen Situation vermittelt.

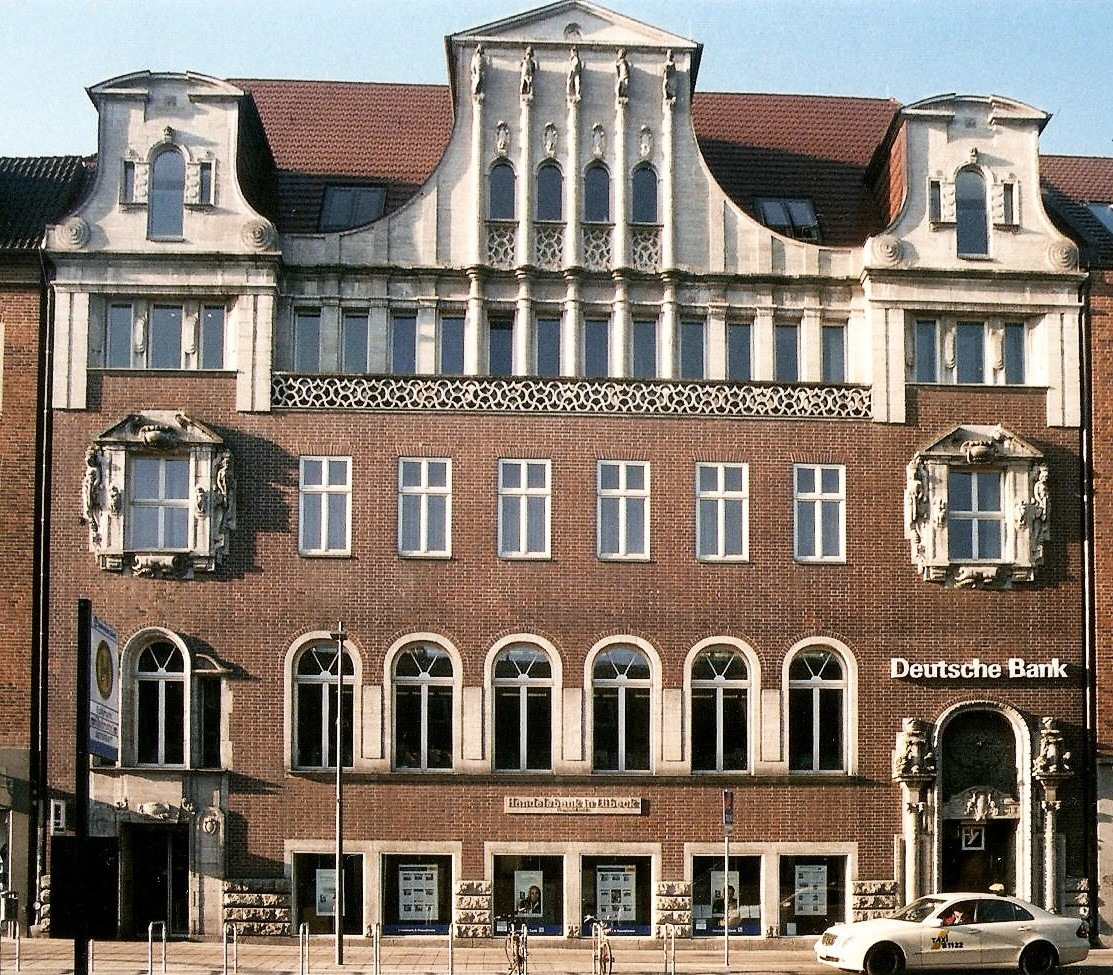
Bankhaus von 1909/10 (Kohlmarkt 7–13)
Im Dezember 1910 bezog die Commerz-Bank in Lübeck ihren Neubau

## Verweise